# Catherine của Lancaster
Catherine của Lancaster (tiếng Castila: Catalina; 31 tháng 3 năm 1373 – 2 tháng 6 năm 1418) là Vương hậu Castilla thông qua cuộc hôn nhân với Enrique III của Castilla. Catherine từng cai trị Castilla với tư cách nhiếp chính từ năm 1406 đến năm 1418 khi con trai còn nhỏ.